# Mumenthaler
Die Mumenthaler sind eine alte Schweizer Familie aus Langenthal.

## Herkunft
Sie haben ihren Namen von dem Weiler Mumenthal bei Aarwangen, wo der Stammsitz der Familie war. Eine Quelle (a) bezeichnet das Jahr 1325 als Ursprung. Eine andere (d) erwähnt bereits im Jahre 1317 einen Ulricus Mumenthaler, Burger von Zofingen.
Nach (a) ursprünglich Edel, dann Freibauerngeschlecht, erscheint es nach dem Siege der Stadt Bern bei Laupen ab 1430 als Hörige der Herrschaft Aarwangen.
Zweige der Familie führten auch nach Sumiswald und Trachselwald. Im Stadtmuseum von Langenthal ist der Familie Mumenthaler eine permanente Ausstellung gewidmet, da insbesondere die unten aufgeführte Ärzte- und Apothekerlinie die Stadt Langenthal über drei Jahrhunderte hinweg prägten.

## Variationen
- Mumenthaler (rund 75 %)
- Mummenthaler (rund 5 %)
- Muhmenthaler (rund 20 %)
- Weitere Variationen, 1340 bis 1553: Mumondal, Mumontal, Mumental, Mumendall, Muomentall (f)

Die hier behandelten Teile der Stammeslinien schrieben sich alle mit Mumenthaler.

## Wappen
- Nach der Wappensammlung von Herrn J. Würgler, Emmenmatt: Gevierteilt, 1 und 4 in Rot goldene Pflugschar, 2 und 3 in Blau goldener Stern. (a)
- Nach (f) weitere Wappen von 1330 bis 1826: Vertikal geteilt, 1 Rot und 2 Weiss, blaues Band über die Mitte und diverse Variationen.

## Namensträger der Familie Mumenthaler
- Hans Jacob Mumenthaler (1729–1813), Chemiker, Mechaniker, Opticus
- Jacob Mumenthaler-Marti (1737–1787), Wundarzt, Chirurg
- Ernst Mumenthaler (1901–1978), Architekt, Möbelentwerfer und Gestalter
- Ernst Mumenthaler, Ringer, Olympiateilnehmer 1928
- Alfred Mumenthaler (1915–2005), Keramiker
- Marthely Mumenthaler (1916–1987), Sängerin
- Marco Mumenthaler (1925–2016), Neurologe, Hochschullehrer, Rektor der Universität Bern
- Hansueli Mumenthaler (* 1943), Leichtathlet, ehem. 800-Meter-Lauf-CH-Rekordhalter
- Marco Mumenthaler (* 1948), Keramiker
- Samuel Mumenthaler (* 1961), Jurist, Autor und Musiker
- Rudolf Mumenthaler (* 1962), Bibliothekswissenschaftler und Hochschullehrer
- Christian Mumenthaler (* 1969), Manager, seit 2016 CEO der Swiss Re
- Timothé Mumenthaler (* 2002), Leichtathlet